# Liste der Bodendenkmäler in Kraiburg am Inn
Auf dieser Seite sind die Bodendenkmäler in dem oberbayerischen Markt Kraiburg am Inn zusammengestellt. Diese Tabelle ist eine Teilliste der Liste der Bodendenkmäler in Bayern. Grundlage ist die Bayerische Denkmalliste, die auf Basis des Bayerischen Denkmalschutzgesetzes vom 1. Oktober 1973 erstmals erstellt wurde und seither durch das Bayerische Landesamt für Denkmalpflege geführt wird. Die folgenden Angaben ersetzen nicht die rechtsverbindliche Auskunft der Denkmalschutzbehörde.

## Bodendenkmäler in Kraiburg am Inn
| Lage                  | Objekt | Akten-Nr.     | Bild |
| --------------------- | --- | ------------- | ---- |
| (Standort)            | Grabenwerk vor- und frühgeschichtlicher Zeitstellung. | D-1-7740-0051 |      |
| (Standort)            | Burgstall des Mittelalters und der frühen Neuzeit („Schloss Kraiburg“) sowie Höhensiedlung der Bronze- oder Urnenfelderzeit.                                         | D-1-7840-0017 |      |
| (Standort)            | Siedlung der römischen Kaiserzeit. | D-1-7840-0031 |      |
| (Standort)            | Siedlung der Hallstattzeit sowie verebneter Burgstall des hohen oder späten Mittelalters.                                                                            | D-1-7840-0032 |      |
| (Standort)            | Verebnete Grabhügel vorgeschichtlicher Zeitstellung und Brandgräber der Urnenfelderzeit.                                                                             | D-1-7840-0033 |      |
| (Standort)            | Siedlung vorgeschichtlicher Zeitstellung, u. a. der römischen Kaiserzeit.                                                                                            | D-1-7840-0036 |      |
| (Standort)            | Abschnittsbefestigung vorgeschichtlicher Zeitstellung, u. a. der Latènezeit.                                                                                         | D-1-7840-0038 |      |
| (Standort)            | Verebnete Grabhügel vorgeschichtlicher Zeitstellung. | D-1-7840-0039 |      |
| (Standort)            | Untertägige mittelalterliche und frühneuzeitliche Befunde im Bereich von Schloss Guttenburg und seiner Vorgängerbauten mit barocker Gartenanlage.                    | D-1-7840-0169 |      |
| (Standort)            | Verebnete Grabhügel vorgeschichtlicher Zeitstellung. | D-1-7840-0186 |      |
| Maximilian (Standort) | Grabenwerk vor- und frühgeschichtlicher Zeitstellung. | D-1-7840-0187 |      |
| (Standort)            | Untertägige spätmittelalterliche und frühneuzeitliche Befunde im Bereich der katholischen Pfarrkirche St. Bartholomäus in Kraiburg am Inn und ihrer Vorgängerbauten. | D-1-7840-0189 |      |
| (Standort)            | Untertägige frühneuzeitliche Befunde im Bereich der katholischen Filialkirche St. Nikolaus und Sebastian in Kraiburg am Inn.                                         | D-1-7840-0190 |      |
| (Standort)            | Untertägige spätmittelalterliche und frühneuzeitliche Befunde im Bereich der katholischen Pfarrkirche St. Johann Baptist in Ensdorf.                                 | D-1-7840-0192 |      |
| (Standort)            | Untertägige spätmittelalterliche und frühneuzeitliche Befunde im Bereich der katholischen Kuratiekirche St. Michael in Frauendorf.                                   | D-1-7840-0194 |      |
| Maximilian (Standort) | Untertägige mittelalterliche und frühneuzeitliche Befunde im Bereich der katholischen Filialkirche St. Ägidius in Kolbing.                                           | D-1-7840-0196 |      |
| (Standort)            | Untertägige spätmittelalterliche und frühneuzeitliche Befunde im Bereich der katholischen Filialkirche St. Maximilian in Maximilian.                                 | D-1-7840-0199 |      |
| (Standort)            | Untertägige mittelalterliche und frühneuzeitliche Siedlungsteile der historischen Marktsiedlung Kraiburg am Inn.                                                     | D-1-7840-0242 |      |